# Электропоезд серии 100 сети Синкансэн
Электропоезд серии 100 сети Синкансэн -- высокоскоростной электропоезд второго поколения, производился с 1984 года по 1991 год для использования на линиях Токайдо-синкансэн и Санъё-синкансэн.
В связи с изменением с 1 октября 2003 года расписания на Токайдо-синкансэне, установившим для всех маршрутов на линии максимальную скорость в 270 км/ч, 16 сентября того же года с линии был снят последний поезд 100-й серии, выполнявший маршрут «Хикари-309» от Токио до Син-Осаки (модификация G49). 15 сентября с Санъё-синкансэна был снят последний из составов 100-й серии, выполнявший маршрут «Хикари-556» от Хакаты до Син-Осаки (16-вагонный, модификация G2); однако 9 октября его модификация была изменена на G7, и он совершил свою последнюю поездку из Хиросимы до Хакаты по маршруту «Хикари-557».
В настоящее время поезда этой серии используются на Санъё-синкансэне в короткой, 4- или 6-вагонной компоновке, вместе с последними составами 0-й серии на маршрутах «Кодама», однако в сентябре 2007 года в разных местах вагонов были обнаружены трещины, а также возникают другие сложности, свидетельствующие о старении составов.
Существует распространенное заблуждение, что сотая серия была построена ранее двухсотой. На самом деле всё наоборот, а нумерация серий такова, поскольку во времена Японских Государственных железных дорог типам поездов синкансэна, используемым к востоку от Токио (на линиях Тохоку и Дзёэцу), давались номера чётных сотен, а используемым к западу от Токио (на Токайдо и Санъё) — нечётных.